# Butifarra con alubias

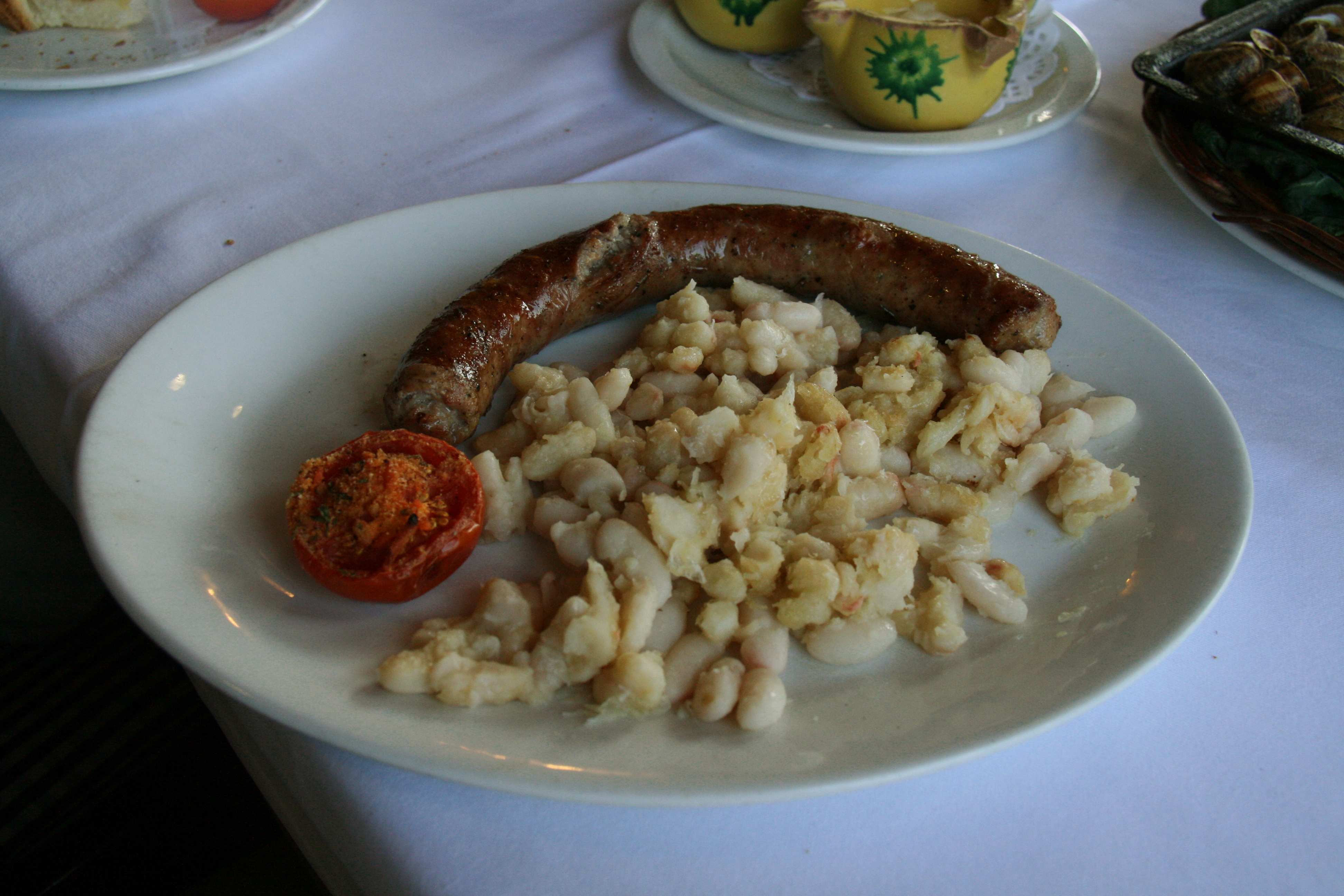
Plato de Butifarra amb seques.

La butifarra con alubias (en catalán, Botifarra amb mongetes o Botifarra amb seques) es un plato tradicional de la cocina catalana, a base de butifarra y de judías blancas, que se popularizó sobre todo en las fondas de comida casera y popular del siglo XIX. El binomio butifarra y alubias se considera característico de la cocina catalana y occitana en general. Para algunos, este plato representa a Cataluña y a su cultura. "...es uno de los platos más queridos de la cocina catalana. Tiene un halo popular, izquierdoso, de grupo, de porrón alzado y de canciones un poco subidas de tono." Es un plato que el imaginario popular asocia frecuentemente a las butifarradas y a los restaurantes en masías.
En las fondas de sisos de Barcelona era un plato conocido como "una chica del país" (una noia del país, refiriéndose a la butifarra catalana) y "las once mil vírgenes" (les onze mil verges, las "judías blancas" en catalán se llaman mongetes y es un homónimo de "monjitas").

## Origen y primeras referencias escritas
No se trata de un plato de la cocina clásica de la época medieval sino más reciente, ya que, por ejemplo, las alubias no pudieron entrar en la gastronomía catalana antes del descubrimiento de América, al final del siglo XV. Por otro lado, aunque ya existía, en las referencias escritas hay que tener en cuenta que la butifarra no tenía este nombre (en catalán, botifarra) hasta final del siglo XIX. 
Se sabe que el plato era ya muy popular en el siglo XIX, y la receta, así como otras parecidas, aparece descrita (aunque aparece el término llonganissa o llangonissa en vez de botifarra, para referirse al mismo producto), por ejemplo, en el libro 
Avisos o sian reglas sencillas a un principiant cuyner o cuynera adaptadas a la capacitat dels menos instruhits de Felip Cirera, cuya fecha de publicación no se conoce con exactitud. Hacia 1830 aparece descrita la receta en el anónimo Nou manual per cuinar amb tota perfecció y en 1835 en La cuynera catalana.
En 1932, Ferran Agulló publica el El llibre de la cuina catalana, en el que aparecen diversas recetas que contienen butifarra y judías blancas, algunas con sofrito y picada, en forma de sopa del estilo de la escudella catalana.

## Elaboración
La variante más sencilla de este plato se hace cociendo primero las alubias en agua hirviendo, posteriormente se escurren y se reservan. Aparte, en una sartén, se fríen las butifarras por los dos lados y también se reservan. Entonces se vierten las alubias en la sartén, con la grasa de las butifarras, y se saltean a fuego muy fuerte. Se sirve una butifarra por persona, acompañada de las alubias al lado. 

## Variantes
A menudo se fríe un poco de tocino o de jamón cortado a trocitos, en el aceite de las butifarras, hasta que queden crujientes, antes de añadir las alubias. También suele añadirse ajo y perejil picado.
A veces, se sustituyen las alubias por garbanzos cocidos, como ocurre en otros platos de cocina catalana, en los que se puede usar uno u otro producto según las preferencias de la casa o para variar. En algunas recetas valencianas se mezclan las alubias con habas.
Un plato muy típico pero ya distinto es la misma preparación, pero en la cual se saltean níscalos (un tipo de seta muy apreciado en Cataluña, conocido como rovellons) en vez de las alubias. Otro plato de la misma época es exactamente la misma preparación, pero usando filetes de lomo de cerdo en vez de butiffara, esto "constituye uno de los grandes clásicos de la cocina popular de la época de la Renaixença" catalana del siglo XIX y todavía hoy es muy típica de la época de las matanzas en algunas comarcas catalanas, como el Pla de l'Estany.